# فيل إدواردز (ملاكم)
فيل إدواردز (بالإنجليزية: Phil Edwards)‏ مواليد 12 مايو 1936 في كارديف، هو ملاكم محترف ويلزي سابق صنّف ضمن فئة الوزن المتوسط.

## إحصائيات
خاض خلال مسيرته 72 نزالا، فاز في 60 وتعادل في 3 وخسر في 8. فاز بالضربة القاضية في 20 نزالا.

## روابط خارجية
- فيل إدواردز على موقع بوكس ريك (الإنجليزية) (registration required)